# Irène (film, 2002)
Pour les articles homonymes, voir Irène.
Pour plus de détails, voir Fiche technique et Distribution.
Irène est un film français réalisé par Ivan Calbérac et sorti en 2002.

## Synopsis
À 30 ans, Irène semble avoir tout pour être heureuse : un travail de juriste bien payé, un joli appartement donnant sur les toits de Paris , des parents aimants, des amies, la danse pour passion mais elle ne parvient pas à avoir une relation amoureuse durable. Soit son amant ne parvient pas à quitter sa femme, soit il dit vivre au Japon pour ne pas avoir une vraie relation, soit il fait son coming out… Aussi, au grand désespoir de ses parents, est-elle encore célibataire. Maladroite et aigrie, la jeune femme finit par croiser un ouvrier et de but en blanc, va finir par succomber à son charme.

## Fiche technique
- Titre original : Irène
- Réalisation : Ivan Calbérac
- Scénario : Éric Assous, Ivan Calbérac et Benoit Labourdette
- Direction de la photographie : Vincent Mathias
- Montage : Diane Logan
- Production : Thierry de Navacelle
  - Production exécutive : Philippe Goldfain
- Sociétés de production : C.N.C, M6 films, TNVO et TPS Cinéma
- Société de distribution : SND
- Lieux de tournage : Paris, La Défense, Chaussy
- Pays de production :  France
- Langue originale : français
- Genre : comédie
- Durée : 98 minutes
- Date de sortie :
  - France : 26 juin 2002

## Distribution
- Cécile de France : Irène
- Bruno Putzulu : François
- Olivier Sitruk : Luca
- Estelle Larrivaz : Sophie
- Agathe de La Boulaye : Salomé
- Patrick Chesnais : Gazet
- Michel Scotto di Carlo : le jeune homme du palier
- Valérie Moreau : la voisine d'Irène
- Evelyne Buyle : Jacqueline, la mère d'Irène
- Gérard Chaillou : Henri, le père d'Irène
- Didier Brice : le déménageur
- Vincent Byrd Le Sage : le vendeur informatique
- Vincent Leenhardt : Martin
- Lisa Martino : Ève, la femme de François
- Vincent de Boüard : un vendeur
- Stéphane Cabel : un homme dans un bar latino

## Distinctions
- César 2003 : nomination pour le César de la meilleure première œuvre